# Spondyliosoma emarginatum
Spondyliosoma emarginatum is een straalvinnige vissensoort uit de familie van zeebrasems (Sparidae). De wetenschappelijke naam van de soort is voor het eerst geldig gepubliceerd in 1830 door Valenciennes.